# علی روئین‌تن
علی روئین‌تن فیلم‌نامه‌نویس، تهیه‌کننده و کارگردان ایرانی است. وی در سال ۱۳۴۸ در شیراز زاده شد.

## آثار[۱]

### کارگردان(سینما)
آتش و گلستان
زمهریر
دل‌شکسته

### کارگردان(تئاتر)
پشت شمشادها
مرا ببوس
شکسته بخوان"علی رویین تن" ||سالن قشقایی تأترشهر||فروردین واردیبهشت۱۳۷۹
گل اومد،بهاراومد"علی رویین تن" ||تالارابوریحان شیراز||آبان۱۳۷۲
[امشب باید بروم]
[افعی طلایی]
[منورها میسوزند]

### نویسنده
دنیا (فیلم ۱۳۸۰)- نسخه‌ی اول فیلمنامه(بازنویسی توسط فرهاد توحیدی)
دل‌شکسته (فیلم)(۱۳۸۶)
زمهریر (فیلم)(۱۳۸۸)

### تهیه‌کننده
- بانک زده‌ها
- قلب سفید قاصدک‌ها
- باغ بهشت

### بازیگر
اشک سرما
استرداد (فیلم ۱۳۹۰)

## جنجال
فیلم زمهریر از ساخته‌های او مورد نقد روزنامه کیهان و خبرگزاری فارس قرار گرفت و به آن لقب «موهن و ضد ارزش‌های اسلامی» داده شد.
آیت الله نوری همدانی هم از ساخت این فیلم با بودجه بیت المال انتقاد کرد.
این فیلم توقیف شده و تاکنون مجوز اکران نگرفته‌است.
روئین‌تن بابت ساخت زمهریر هشت سال از سینما دور بود.